# Сенегал
Сенегал (волф.), или званично Република Сенегал (волф. Réewum Senegaal), држава је у западној Африци, окружена на северу са Мауританијом, на истоку са Малијем, на југу са Гвинејом и Гвинејом-Бисао, на западу са Атлантским океаном. Зеленортска Острва леже око 560 км од сенегалске обале. Гамбија скоро у потпуности лежи унутар Сенегала, окружена њиме са севера, истока и југа; са своје западне обале, територија Гамбије прати реку Гамбију више од 300 км у копно. Површина Сенегала је 196.712 км2. Главни и највећи град је Дакар.

## Географија

### Положај
Државе са којима се Сенегал граничи су: Мауританија, Мали, Гвинеја, Гвинеја Бисао и Гамбија. Површина државе износи 196.712 km².

### Геологија и рељеф
Већи део Сенегала састоји се од таласастих пешчаних равница западног Сахела. Брдовита подручја налазе се само на југоистоку земље, у наставку масива Фута Џалон у Гвинеји. Овде се налази и највиши врх, неименована тачка на висини од 581 m близу Непен Диаха. Северну границу земље чини река Сенегал, а веће реке су још и Гамбија (река) и Казаманс. Главни град Дакар налази се на Зеленом рту, најзападнијој тачки афричког континента.

### Клима
Клима је тропска са одвојеним сушним и кишним раздобљем које условљавају зимски североисточни односно летњи југозападни ветрови. Просечна годишња количина падавина за Дакар је око 600 mm, а већина их падне између јуна и октобра када је просечна температура око 27 °C; од децембра до фебруара температура се спушта на око 17 °C. Температуре су више у унутрашњости, а количина падавина повећава се према југу, где местимично достиже и 1500 mm.
Северна област Сенегала је део Сахела, прелазна зона између Сахаре на северу и влажнијих регија према југу. Биљни свет већином је састављен од трава савана са раштрканим групама дрвећа и бодљикавим жбуновима. Јужније, у регији реке Гамбије, дрвеће постаје чешће. На крајњем југу налазе се мочваре и густе шуме палми, махагонија, бамбуса и др. Дивљина је разнолика, али већи сисари, као што су слонови, лавови, гепарди и антилопе су већински омеђени у источној половини државе која има мањи број становника. Водени коњи и крокодили се налазе у рекама. Међу бројним врстама змија у Сенегалу су кобра и боа констриктор.
Фосфати, који се налази у рудницима близу Thièsa, најважније су искористиво минерално богатство Сенегала. Залихе нафте и природног гаса су откривене у близини обале у касним 1970-им. Откривене су велики наслаге гвоздене руде, али није искоришћена због велике удаљености од путних праваца, којима би се транспортовала.
Досељавање становника у Сенегал довело је до уништавања шума за додатне фарме и дрва за огрев. Уништавање шума и повећање броја пашњака у сувој клими довело је до ширења пустиње на велика подручја у држави. У 2000. 32% од укупне површине Сенегала било је прекривено шумама. Сенегал је највећи светски извозник егзотичних птица, а раширен је и криволов на многе животиње. Влада Сенегала покренула је програме пошумљавања за борбу против ширења пустиња и заштитила 11% (2000) државе проглашавајући те делове националним парковима и резерватима. Национални парк Ниоколо-Коба у југоисточном Сенегалу, који обухвата 9.000 km² шума и Парк Савана проглашени су светским наслеђем 1981. године. Влада је ратификовала међународне договоре о околини који се односе на разноврсност биљног света, промену климе, спречавања ширења пустиња, угрожене врсте, опасан отпад, заштиту озонског омотача, китолов и друге.

## Историја
У 6. веку на подручје Сенегала насељавају се народи Волоф и Серер, а у 9. веку пристижу фулански Тукулори чија држава постаје доминантна сила почетком другог миленијума. У 11. веку до Сенегала стиже ислам којег су проширили Алморавиди. Од 14. века подручјем доминира држава народа Волоф, која се у 16. веку распада на мања краљевства.
Присуство Европљана на обали Сенегала траје од половине 15. века када су Португалци основали трговачке станице на ушћу реке Сенегал. До краја 17. века Французи су постали најјача сила на овом подручју, али нису продрли у унутрашњост све до половине 19. века. За време француске колонизације Сенегал се убрзано привредно развијао, ширило се узгајање кикирикија и изграђује се железница.
После Првог, а нарочито Другог светског рата домаће становништво Сенегала тражило је већу улогом у политичком животу, а касније и независност. Водећи сенегалски политичар постао је професор и песник Леополд Седар Сенгор, који се у почетку залагао за останак земље у заједници са Француском, а 1960. је постао први председник независног Сенегала. Сенгор је умереном политиком водио земљу до 1980. Иако је био католик ослањао се на подршку муслиманске верске хијерархије. Сарађивао је с Француском и спроводио је модификовани социјализам. Током 1980-их земља се суочила с привредним проблемима и растућом политичком нестабилношћу, а у јужној покрајини Касаманс (између гамбијске и гвинејабисауске границе) сепаратистички покрет је започео оружану борбу за независност, која већом или мањом жестином траје до данас.
На председничким изборима 2000. Социјалистичка странка, која је владала Сенегалом од независности, доживела је пораз. Дошло је до једне од ретких афричких мирних смена власти, а нови председник је постао дугогодишњи вођа опозиције Абдулаје Вејде.

## Становништво
Највеће етничке групе су Волоф (43%), Фулани (24%) и Серер (15%). Њихови језици припадају атлантској групи Нигерско-конгоанске језичке породице. У земљи живи и око 50.000 Европљана (углавном Француза), Либанаца, и мање заједнице Кинеза и Вијетнамаца.
Најбројнија вера је ислам (94% становништва). Исламска верска хијерархија (суфијска братства) има значајну улогу у друштвеном и политичком животу земље.

## Привреда
Иако је удео пољопривреде у сенегалском БДП-у пао испод 20%, од ње још увек преживљава већина Сенегалаца. Кикирики је најважнији извозни производ и привредни раст је великим делом зависан од рода те културе и његове цене на светском тржишту. Важно је и рибарство. У склопу владиног реформског програма од 1993. либерализовани су привредни и трговински прописи и уклоњена државна контрола над ценама што је повећало привредни раст. Велики проблем Сенегала остаје незапосленост која износи око 40% радно способног становништва.
БДП је за 2004. процењен на 1700 долара по становнику (мерено по ППП-у).